# Micropythia carinata
Micropythia carinata is een vlokreeftensoort uit de familie van de Kuriidae. De wetenschappelijke naam van de soort is voor het eerst geldig gepubliceerd in 1862 door Bate.